# Leichtathletik-Weltmeisterschaften 2015/Teilnehmer (Thailand)
| Gelbes Symbol für Goldmedaillen mit stilisierten Olympischen Ringen | Graues Symbol für Silbermedaillen mit stilisierten Olympischen Ringen | Braundes Symbol für Bronzemedaillen mit stilisierten Olympischen Ringen |
| ------------------------------------------------------------------- | --------------------------------------------------------------------- | ----------------------------------------------------------------------- |
| —                                                                   | —                                                                     | —                                                                       |

Der Leichtathletikverband Thailands nominierte zwei Athleten für die Leichtathletik-Weltmeisterschaften 2015 in der chinesischen Hauptstadt Peking.

## Ergebnisse

### Männer

#### Laufdisziplinen
| Athlet          | Disziplin    | Vorlauf | Vorlauf | Halbfinale         | Halbfinale         | Finale             | Finale             |
| Athlet          | Disziplin    | Zeit    | Platz   | Zeit               | Platz              | Zeit               | Platz              |
| --------------- | ------------ | ------- | ------- | ------------------ | ------------------ | ------------------ | ------------------ |
| Jamras Rittidet | 110 m Hürden | 14,00 s | 35      | nicht qualifiziert | nicht qualifiziert | nicht qualifiziert | nicht qualifiziert |

### Frauen

#### Sprung/Wurf
| Athletin         | Disziplin  | Qualifikation | Qualifikation | Finale             | Finale             |
| Athletin         | Disziplin  | Weite/Höhe    | Platz         | Weite/Höhe         | Platz              |
| ---------------- | ---------- | ------------- | ------------- | ------------------ | ------------------ |
| Subenrat Insaeng | Diskuswurf | 55,14 m       | 29            | nicht qualifiziert | nicht qualifiziert |